# Тохни
То̀хни (на гръцки: Τόχνη) е село в Кипър, окръг Ларнака. Според статистическата служба на Република Кипър през 2001 г. селото има 322 жители.